# 빅터 윌리엄스

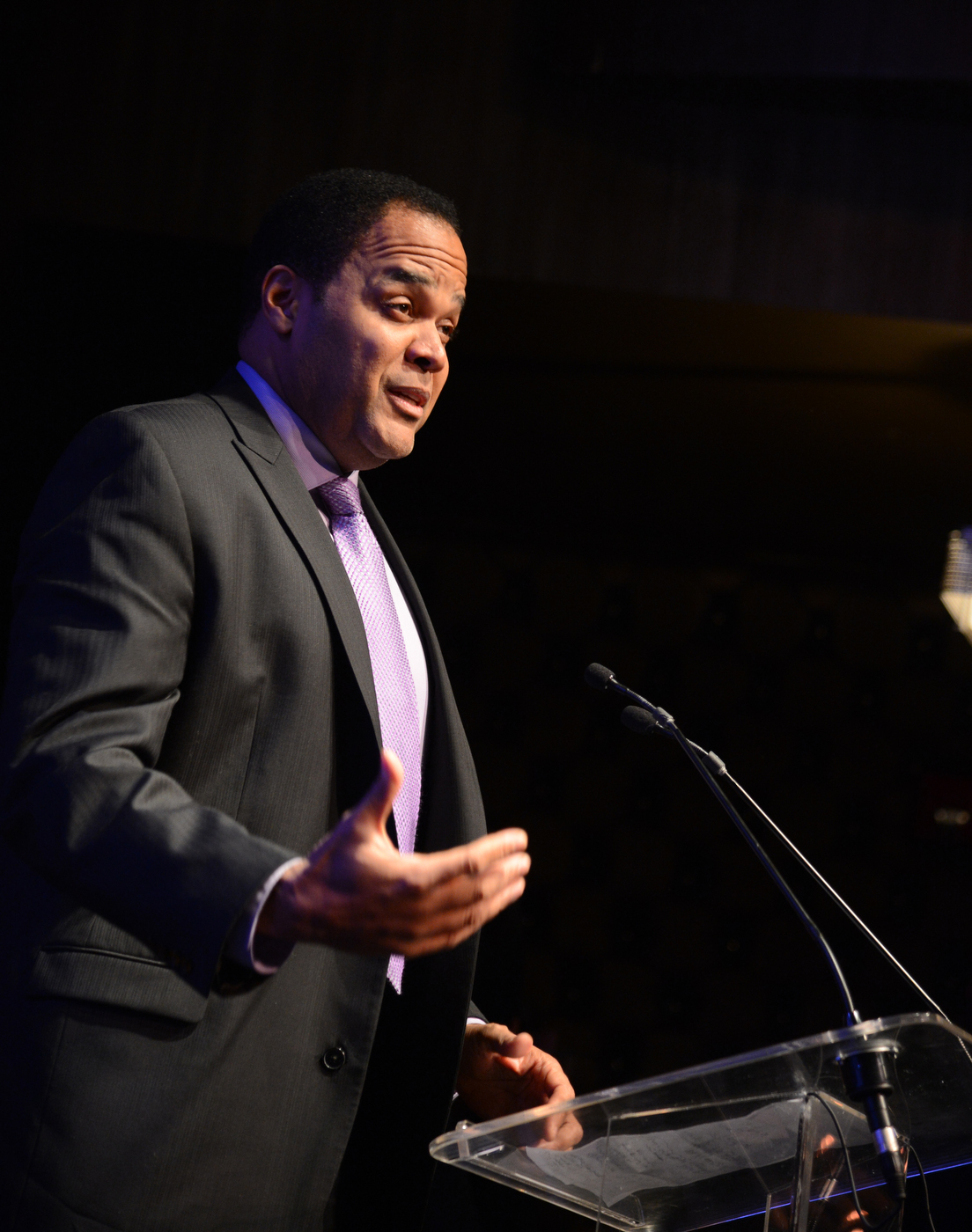

빅터 윌리엄스(Victor Williams, 1970년 9월 19일 ~ )는 미국의 배우이다.
브루클린에서 태어났다.

## 출연 작품

### 영화
- Boggy Creek II: And the Legend Continues (1985)
- 캅 랜드 (1997)
- 애니매트릭스 (2003)
- 그녀는 요술쟁이 (2005)
- Traci Townsend (2006)
- Lenox Avenue (2009)
- Home (2013) - 해밀턴 역
- 헝그리 하트 (2014)
- 트러블 (2017, Trouble)
- 노벰버 크리미널즈 (2017)

### 텔레비전
- ER (1998-2001)
- 킹 오브 퀸즈 (1998-2007)
- 디 어페어 (2014-18)
- FBI: 모스트 원티드 (2021)